# Arekasnigelspinnare
Arekasnigelspinnare, Acharia stimulea, är en fjärilsart som beskrevs av James Brackenridge Clemens 1860. Arekasnigelspinnare ingår i släktet Acharia och familjen snigelspinnare, Limacodidae. Arekasnigelspinnare förekommer normalt inte i Sverige men är funnen vid två tillfällen, i Kållered 2003 och i Ullared 2019. Vid båda tillfällena medföljade med arekapalmer. Inga underarter finns listade i Catalogue of Life.

## Bildgalleri

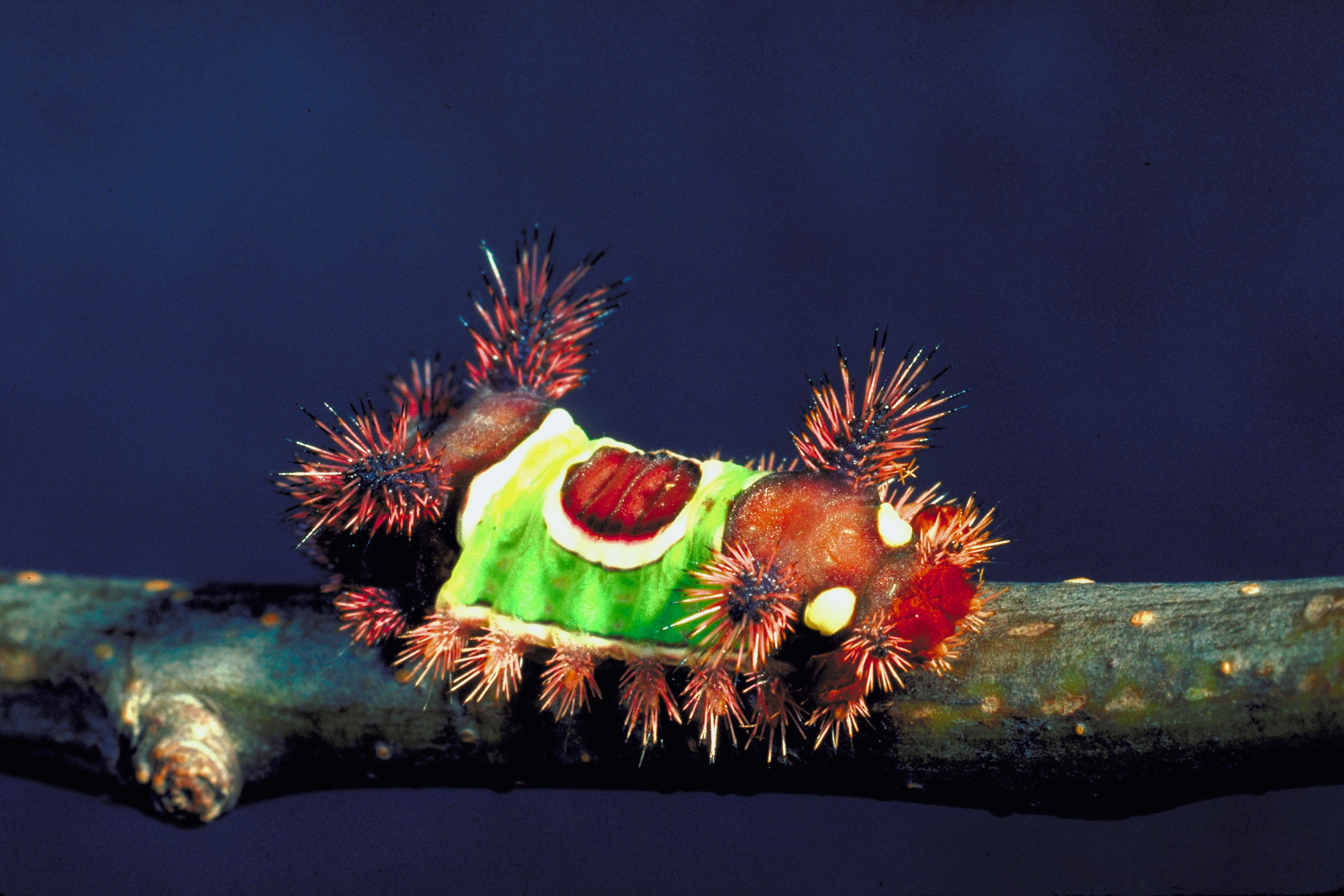
Fjärilens larv.
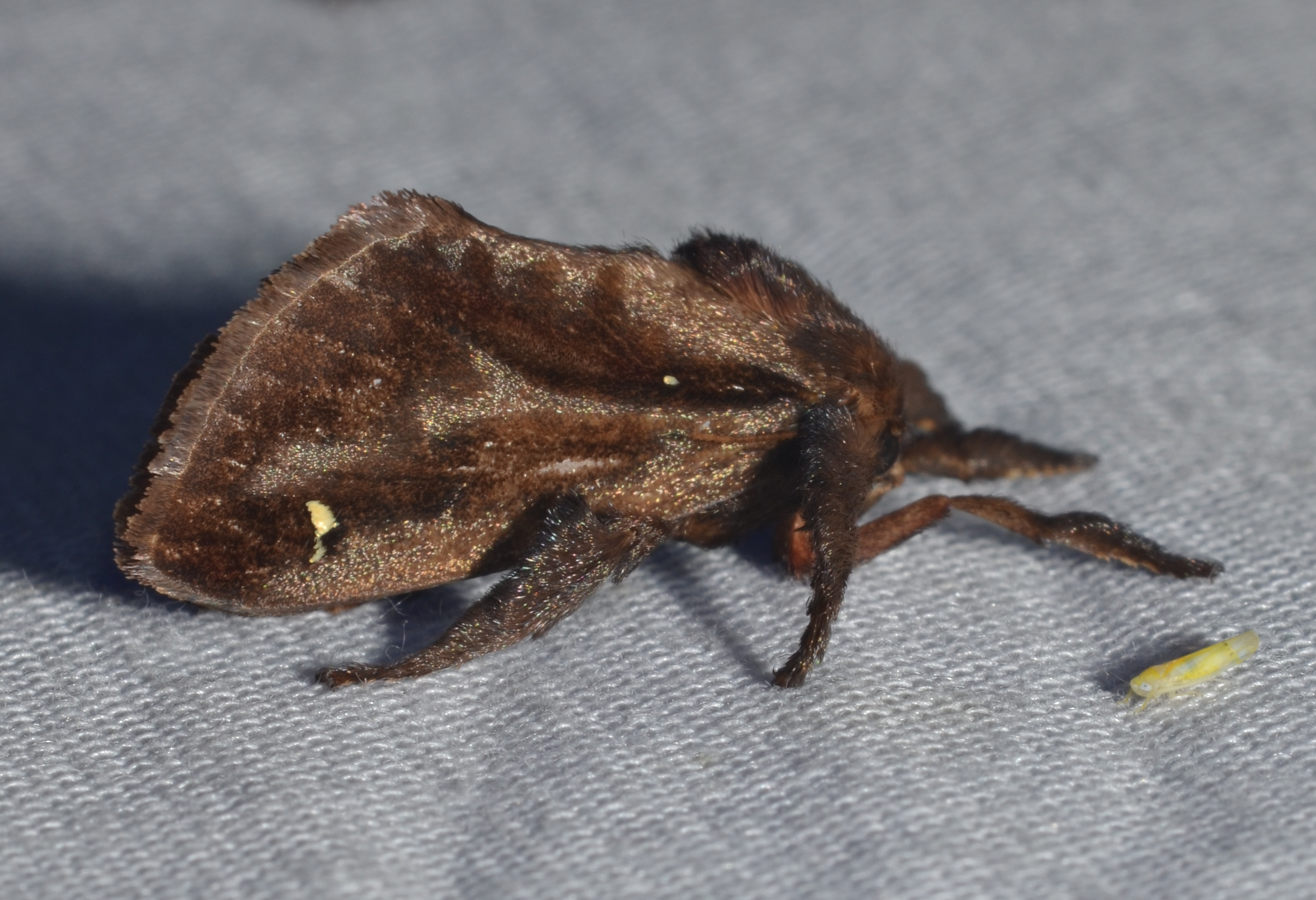
Imago fjäril.
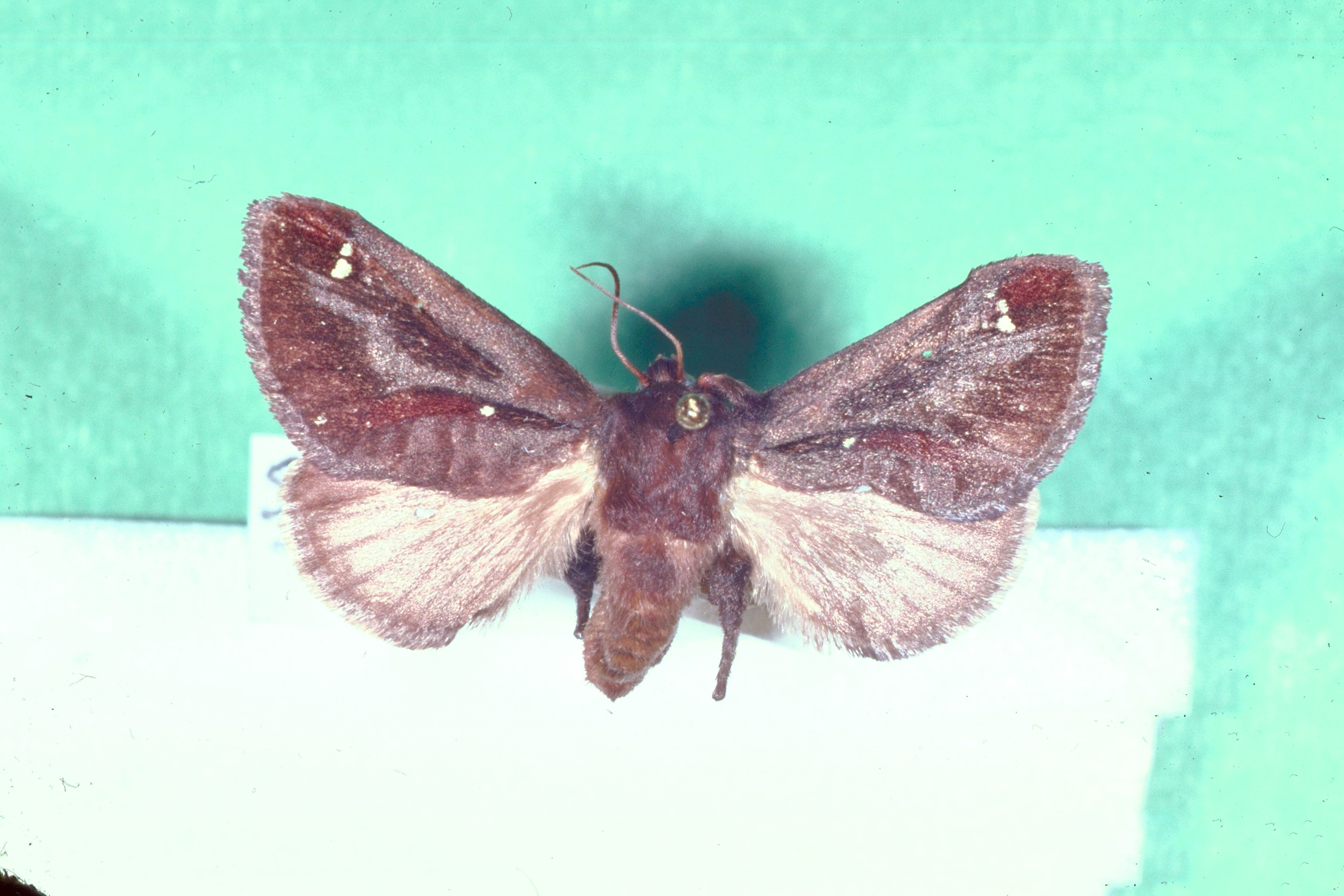
Preparerad (uppnålad) imago fjäril.